# 香坊区农垦
香坊区农垦是中华人民共和国黑龙江省哈尔滨市香坊区下辖的一个类似乡级单位。

## 行政区划
下辖以下地区：
香坊区农垦虚拟生活区。